# 赵凤琦
赵凤琦（1958年—），江苏泗洪人，汉族，中华人民共和国政治人物、第十一届全国人民代表大会江苏地区代表。
毕业于南京大学商学院工商管理专业，是中共党员。担任江苏双沟酒业股份有限公司董事长。2008年起担任全国人大代表。